# Start Again
„Start Again” – utwór amerykańskiego zespołu OneRepublic i norweskiego rapera Logic, który został wydany 15 maja 2018 roku. Piosenka znalazła się na ścieżce dźwiękowej do drugiego sezonu serialu Trzynaście powodów.
22 czerwca 2018 roku została wydana wersja utworu nagrana z włoskim raperem Vegas Jonesem.

## Lista utworów
Digital download
- „Start Again (feat Logic)” – 2:45[2]
- „Start Again” (feat Vegas Jones)– 2:42[3]

## Teledysk
22 czerwca 2018 roku ukazał się teledysk do utworu „Start Again”. Reżyserem teledysku jest James Lees, który współpracował wcześniej z zespołem przy teledysku do utworu „Counting Stars”. Klip kręcony był w Detroit. Teledysk porusza kwestię globalnego ocieplenia i przedstawia wizję postapokaliptycznego świata zbombardowanego przez bombę nuklearną.

## Pozycje na listach i certyfikaty
| Notowanie (2018) (OneRepublic feat Logic) | Najwyższa pozycja |
| ----------------------------------------- | ----------------- |
| Australia (Top 100 Singles)               | 67                |
| Austria (Ö3 Austria Top 40)               | 72                |
| Irlandia (Top 100 Singles)                | 52                |
| Kanada (Canadian Hot 100)                 | 94                |
| Niemcy (Single Charts)                    | 87                |
| Norwegia (VG-Lista)                       | 36                |
| Nowa Zelandia (Heatseeker Single)         | 10                |
| Szwajcaria (Singles Top 75)               | 53                |

| Notowanie (2018) (OneRepublic feat Vegas Jones) | Najwyższa pozycja |
| ----------------------------------------------- | ----------------- |
| Włochy (Single Top 100)                         | 35                |

| Kraj/region | Wydawca           | Certyfikat        |
| ----------- | ----------------- | ----------------- |
| Australia   | ARIA              | Złota płyta       |
| Brazylia    | Pro-Música Brasil | Złota płyta       |
| Włochy      | FIMI              | Platynowa płyta\| |